# Distretto di Yiling
Il distretto di Yiling (夷陵区S, Yílíng QūP) è un distretto della Cina, situato nella provincia di Hubei e amministrato dalla prefettura di Yichang.